# Улрих II фон Шаунберг
Улрих II фон Шаунберг (на немски: Ulrich II von Schaunberg; † 22 април 1398) е граф на Шаунберг в Горна Австрия. Резиденцията е замък Шаунбург/Шаунберг в Харткирхен.

## Биография
Той е син на граф Хайнрих VII фон Шаунберг († 1390) и съпругата му графиня Урсула фон Гьорц/Горица († сл. 1377) от род Майнхардини, дъщеря на граф Майнхард VI фон Гьорц († 1385) и графиня Катарина фон Пфанберг († 1375).
Улрих II фон Шаунберг се жени пр. 18 март 1386 г. за Елизабет фон Абенсберг (* ок. 1377; † 1423), дъщеря на Йохан II фон Абенсберг († 1397) и Агнес фон Лихтенщайн-Мурау († 1397). Сестра му Агнес фон Шаунберг († 10 август 1412) се омъжва същия ден за нейния брат Йобст фон Абенсберг († 1428).
През 1380, 1383, 1388 и 1390 г. херцог Албрехт III от Австрия от Хабсбургите окупира замъците на Дунав, обсажда безуспешно замък Шаунберг. Баща му Хайнрих трябва да се подчини на херцога през 1390 г.
Улрих II фон Шаунберг умира на 22 април 1398 г. и е погребан във Вилхеринг. Вдовицата му Елизабет фон Абенсберг се омъжва втори път ок. 1403 г. за граф Херман III фон Цили († 30 юли 1426).

## Деца
Улрих II фон Шаунберг и Елизабет фон Абенсберг († 1423) имат двама сина:
- Йохан I фон Шаунберг († 16 ноември 1453), граф на Шаунберг, господар на Ахау, Ефердинг, Ерлах, „Ашах, Рабенсберг, Лемберг и Мистелбахженен“ женен 1413/1416 г. за Анна фон Петау, наследничка на Фридау, Анкерщайн и Розег († 29 март 1465)
- Георг I фон Шаунберг († сл. 1404)